# جيريت كويلي
جيريت كويلي هي أميركية كاتبة ومحررة وممثلة ايضاً.
شاركت في تأليف كتاب زهور الزفاف (2003) وكعكات الزفاف والزهور (2006)، ومحرر كتاب خمسون شيئاً يجب القيام به عند وصولك الخمسين. (2005).
كتبت كويلي أيضًا لعمود العهود في صحيفة نيويورك تيمز ،   بالإضافة إلى (ستايل ديس اوف ذا تايم).   
كانت كويلي نموذجًا في ويلهيمنا سابقاً وكاتبة مشاركة في مجلة فلاير  منذ سنة 1983 إلى سنة 1985 (لفترة قصيرة في سنة 1987)، لعبت دور جاكلين دوبوجاك نوفاك  في مسلسل أي بي سي النهاري ريانز هوب .

## فهرس
- مع أليسون كايل ليوبولد. زهور الزفاف. نيويورك: هيرست، 2003.(ردمك 1-58816-093-9)(ردمك 978-1-58816-093-5)
- مع كاثلين هاكيت وأليسون كايل ليوبولد. كعك الزفاف والزهور. نيويورك: هيرست، 2006.(ردمك 1-58816-615-5)رقم ISBN 1-58816-615-5(ردمك 978-1-58816-615-9)

### كمحرر
- روني سيلرز، وجريت كويلي، وديبرا جوردون، وبريان أوكونيل، وسارة ماهوني، وأليسون كايل ليوبولد. خمسون شيئًا يجب القيام به عندما تبلغ الخمسين. نشر البائعين، 2005.(ردمك 1-56906-590-X)رقم ISBN 1-56906-590-X(ردمك 978-1-56906-590-7)

## روابط خارجية
- جيريت كويلي في قاعدة بيانات الأفلام على الإنترنت